# Comité olympique de Trinité-et-Tobago
Le Comité olympique de Trinité-et-Tobago (en anglais, Trinidad and Tobago Olympic Committee, TTO) est le Comité national olympique de Trinité-et-Tobago fondé à Port-d'Espagne en 1946.